# Dysphania proba
Dysphania proba là một loài bướm đêm trong họ Geometridae.